# Szalif
Szalif, Asz-Szalif (fr. Chlef, arab. الشلف) – miasto w północnej Algierii, ośrodek administracyjny wilai Asz-Szalif. Miasto znajduje się około 200 km na zachód od stolicy kraju, Algieru. Położone jest na lewym brzegu Wadi asz-Szalif.
Dawne nazwy miasta to El Asnam, Orléansville (w epoce francuskiej), a także Castelum Tinginitum (w epoce romańskiej). Szalif jest dziesiątym największym miastem Algierii pod względem ludności. Ma około 295 tys. mieszkańców (2008).
W latach 1954 i 1980 w mieście wystąpiły katastrofalne trzęsienia ziemi.
W mieście ma siedzibę klub piłkarski ASO Chlef, który obecnie występuje w I lidze algierskiej.